# Женская сборная Таиланда по софтболу
Женская национальная сборная Таиланда по софтболу — представляет Таиланд на международных софтбольных соревнованиях. Управляющей организацией является Ассоциация софтбола Таиланда (англ. Softball Association of Thailand).

## Результаты выступлений

### Азиатские игры
| Год        | Победы         | Поражения      | Место          |
| ---------- | -------------- | -------------- | -------------- |
| 1990—1994  | не участвовали | не участвовали | не участвовали |
| 1998       | 0              | 6              | 7              |
| 2002—2006  | не участвовали | не участвовали | не участвовали |
| 2010       | 0              | 5              | 6              |
| 2014       | 0              | 5              | 6              |
| 2018—н. в. | не участвовали | не участвовали | не участвовали |

### Чемпионаты Азии по софтболу
| Год       | Победы         | Поражения      | Место          |
| --------- | -------------- | -------------- | -------------- |
| 1967—1987 | не участвовали | не участвовали | не участвовали |
| 1991      |                |                | 11             |
| 1995      |                |                | ??             |
| 1999      |                |                | ??             |
| 2004      |                |                | 9              |
| 2007      |                |                | 7              |
| 2011      | 2              | 4              | 9              |
| 2017      | 0              | 4              | 9              |
| 2019      | 1              | 6              | 8              |